# Confrontaciones
Confrontaciones. Una búsqueda científica del contacto extraterrestre (en el original en inglés Confrontations: A Scientist's Search for Alien Contact) es un ensayo sobre ufología escrito en 1990 por el astrofísico, ufólogo y experto en informática francés Jacques Vallée. Es el segundo volumen de su trilogía sobre contacto extraterrestre: Dimensiones, Confrontaciones, Revelaciones.
Concluyendo finalmente que la hipótesis extraterrestre era demasiada estrecha para abarcar los datos ovni, condujo su propia y extensa investigación global dando por resultado su trilogía del contacto extraterrestre.

## Sinopsis
En Confrontaciones, el segundo volumen de su trilogía del contacto extraterrestre, el Dr. Jacques Vallée investiga personalmente cuarenta casos de ovnis de todo el mundo.
Le resulta sorprendente que los científicos profesionales nunca hayan examinado seriamente este material.
Este libro trata sobre las esperanzas, las experiencias y las frustraciones de un científico que ha realizado trabajo de campo para investigar un fenómeno extraño, seductor y a menudo aterrador, reportado por muchos testigos como un contacto con una forma extraterrestre de inteligencia.

## Edición en castellano
- Jacques Vallée (2021). Confrontaciones. Traducción Grace Morales y Pablo Vergel, ilustración Óscar Bometón. Editorial Reediciones Anómalas. ISBN 978-84-09-33315-8.